# フランシー・ボラン
フランシー・ボラン（Francy Boland、本名:François Boland、1929年11月6日 – 2005年8月12日）は、ベルギーのジャズ・ピアニスト、作曲家。

## 略歴
ベルギー・ナミュール州生まれ。
1949年、最初にベルギーのジャズの巨匠ボビー・ジャスパーの協力を得、1955年、チェット・ベイカー・クインテットに入団（参加）した。アメリカへ移り、カウント・ベイシー、ベニー・グッドマン、ウディ・ハーマン、ディジー・ガレスピーの楽団の楽曲編曲を手掛け始め、ヨーロッパに戻りクルト・エーデルハーゲン楽団の主席編曲を手掛ける前にドラマーのケニー・クラークと共にオクテット（8重奏団）を結成した。
1961年、ケニー・クラーク、ジミー・ウッド、フランシー・ボランのリズム・セクションを中心にケニー・クラーク＝フランシー・ボラン・ビッグ・バンドを結成するが、アメリカ国外で結成された最も注目するビッグ・バンドの1つに急速になった。1972年に解散後、フランシー・ボランは作曲に集中した。フランシー・ボランは1976年以降、ヨーロッパ、主にスイスに住み、特にサラ・ヴォーンのために編曲を行った。
2005年、スイス・ジュネーヴで亡くなる。

## ディスコグラフィ

### ソロ・アルバム
- 『アウト・オブ・ザ・バックグラウンド』 - Out of the Background (1967年、SABA)
- Flirt and Dream (1967年、SABA)

### ケニー・クラーク/フランシー・ボラン・セクステット
- Marcel Marceau Präsentiert Swing Im Bahnhof (1965年、CBS)
- 『ミュージック・フォー・ザ・スモール・アワーズ』 - Music For The Small Hours (1967年、Columbia)

### 参加アルバム
ジョニー・グリフィン
- 『ナイト・レディ』 - Night Lady (1964年、Philips)
- 『タフ・テナー』 - Tough Tenors Again 'n' Again (1970年、MPS) ※with Eddie "Lockjaw" Davis

サヒブ・シハブ
- Summer Dawn (1964年、Argo)
- 『シーズ』 - Seeds (1968年、Vogue Schallplatten)
- 『コンパニオンシップ』 - Companionship (1971年、Vogue Schallplatten) ※1964年-1970年録音

マーク・マーフィー
- 『ミッドナイト・ムード』 - Midnight Mood (1968年、MPS)